# Im russischen Dorfe
Im russischen Dorfe ist eine als Fantasie bezeichnete Komposition von Johann Strauss Sohn (op. 355). Sie wurde am 17. September 1872 in Baden-Baden erstmals aufgeführt. 

## Einzelnachweis
1. ↑  Quelle: Englische Version des Booklets (Seite 92) in der 52 CDs umfassenden Gesamtausgabe der Orchesterwerke von Johann Strauß (Sohn), Hrsg. Naxos (Label). Das Werk ist als achter Titel auf der 34. CD zu hören.